# Hubert Bollig
Hubert Bollig (* 27. Oktober 1899 in Billig, Euskirchen; † 7. September 1986) war ein deutscher anthroposophischer Pädagoge, Gründer und Leiter der Schule und des Heimes Jugendhilfe Waldhaus sowie Widerstandskämpfer gegen den Nationalsozialismus.

## Leben
Hubert Bollig wurde im Dorf Billig als Sohn eines Hauptlehrers geboren und streng katholisch erzogen. Nach vier Jahren Volksschule besuchte er ein Humanistisches Gymnasium in Bonn. In der Endphase des Ersten Weltkriegs meldete er sich freiwillig zum Kriegsdienst. 
Nach bestandenem Abitur studierte er Philosophie, Nationalökonomie, Germanistik und Geschichte. Er brach 1923 seine Studien ab, um Lehrer zu werden. Er verzichtete auf eine Karriere als Beamter, die er als zu einschränkend ansah. Stattdessen interessierte er sich für die Anthroposophie von Rudolf Steiner, der auch das pädagogische Konzept für die 1919 erfolgte Gründung der Waldorfschulen entwickelt hatte.
1931 gründete er zusammen mit Heinz Ritter in Malsch (Landkreis Karlsruhe) das Erziehungsinstitut Waldhaus, das heute noch unter der Bezeichnung Jugendhilfe Waldhaus Waldhausschule existiert. Das Waldhaus war anthroposophisch ausgerichtet und nahm vor allem Jugendliche auf, die als schwer erziehbar galten. Zu Anfang wurden auch geistig behinderte Kinder und Jugendliche aufgenommen. In Konflikt mit dem nationalsozialistischen Staat geriet Hubert Bollig, als der NS-Führer Reinhard Heydrich die Anthroposophische Gesellschaft verbieten ließ. Zwar war das Waldhaus anthroposophisch ausgerichtet, doch konnte es seinen Betrieb weiterhin ohne Einschränkungen fortführen. 1938 verließ Mitgründer Heinz Ritter das Waldhaus.
Am 2. September 1939, also zu Beginn des Zweiten Weltkriegs, wurde das Waldhaus geräumt und wegen seiner Nähe zu Frankreich von der Wehrmacht belegt. Hubert Bollig konnte von den 40 Kindern 33 zu Verwandten oder Eltern bringen, mit 7 Kindern machte er sich auf die Suche nach einem geeigneten Ersatzgebäude. Etwa ein Jahr dauerte diese Suche. Unterdessen konnte Bollig die Kinder unter anderem in Oberlengenhardt und in Simmerberg unterbringen. Anschließend fand Bollig in Bodman am Bodensee ein geeignetes Quartier. Doch kurz nach dem Kauf entstanden Konflikte mit dem Veräußerer, der den Kaufvertrag wieder aufheben wollte, nachdem er erfahren hatte, welche Kinder dort einziehen sollten. Nun geriet Bollig zunehmend in Konflikt mit dem NS-Regime, die ihm seine Konzession entziehen wollten, da er als Anthroposoph wirkte. Schließlich wurde ihm der Betrieb seines Pflegeheims durch den Landrat von Stockach versagt.
Zu dieser Zeit begann die Aktion T4 zur Ermordung von Menschen mit Behinderungen, durch die mindestens zwei seiner Zöglinge gefährdet waren. Bei beiden konnte er eine Ermordung verhindern. Eines der Kinder konnte er in ein Heim nach Basel, in die sichere Schweiz, geben. Für Otto Nicolai, der das Down-Syndrom hatte, ließ er mit Hilfe eines Arztes ein Gutachten erstellen, das dieses Kind vor der Ermordung rettete. 
Im September 1940 kehrte er zurück nach Malsch, wo er das Heim trotz aller Widerstände weiterbetreiben konnte. 1941 wurde es durch die Gestapo aufgelöst, und Bollig kam für drei Wochen in „Schutzhaft“. Anschließend unterlag er einem Berufsverbot, das bis zum Ende des NS-Regimes Bestand hatte. Er blieb zusammen mit seiner Frau im Waldhaus wohnen, wo er auch Otto Nicolai aufnahm, der fortan unter seiner Obhut lebte. Um seinen Lebensunterhalt zu verdienen, gründete er eine Holzwerkstatt. 1943 wurde er als Soldat der Wehrmacht eingezogen und in Dänemark stationiert.
Nach dem Ende des Zweiten Weltkriegs leitete er kommissarisch die Malscher Sparkasse. 1948 eröffnete er das Waldhaus erneut. Er leitete die Schule bis 1976, behielt die Heimleitung noch bis 1978, also bis in sein 79. Lebensjahr. Sein Sohn Starkmut übernahm diese anschließend. Bollig verstarb am 7. September 1986. Die Schule und das Heim bestehen auch heute noch.
Hubert Bollig heiratete am 3. Oktober 1925 eine Eurythmistin namens Mathilde. Das Ehepaar hatte sechs Kinder, das jüngste war Irene Bollig, die spätere promovierte Biologin und Künstlerin Irene Buchanan.